# Museo Pininfarina

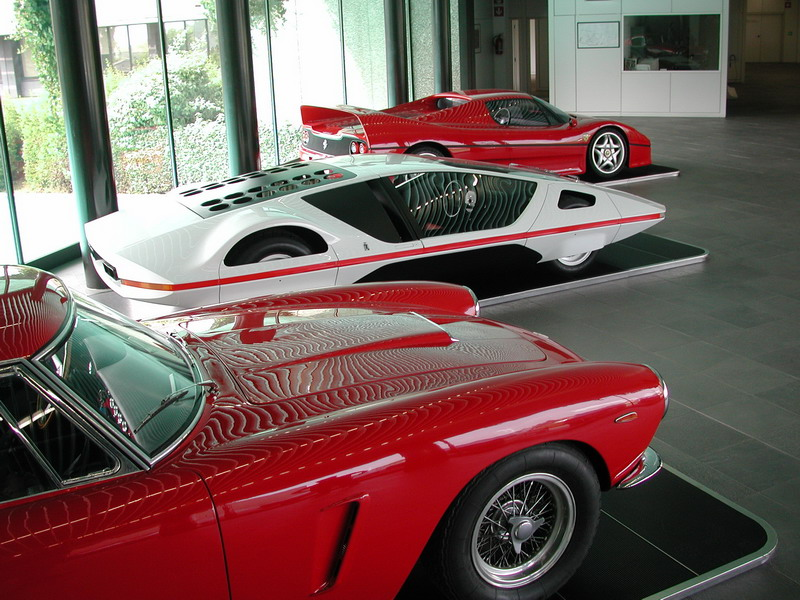
Spaccato del museo, con una 250 GT Berlinetta SWB, Modulo e Ferrari F50

Il Museo Pininfarina è un museo con sede a Cambiano in Italia.
La collezione Pininfarina espone una cinquantina delle vetture più importanti realizzate e disegnate dal carrozziere torinese, dal 1936 agli anni 2000.
Tra i pezzi più rari esposti, vi sono una Lancia Astura Bocca Cabriolet del 1936 e la Cisitalia 202 Berlinetta del 1947.
Con il coincidere dell'80º anniversario della fondazione del Gruppo Pininfarina, l'edificio che ospita il museo e lo spazio espositivo sono stati ampliati e aggiornati.